# Roland James
Pour les articles homonymes, voir James.
(en) Statistiques sur pro-football-reference
Roland Orlando James (né le 18 février 1958 à Xenia) est un joueur américain de football américain. Il est aujourd'hui directeur des services de la jeunesse dans la ville de Somerville dans le Massachusetts.

## Carrière
Étudiant à l'Université du Tennessee, James joue pour les Tennessee Volunteers. Lors du draft de 1980, il est choisi en 14e position par les Patriots.
Il débute lors de la saison 1980 et fait quatre interceptions ; il est surtout connu pour avoir fait le plus grand punt return de la saison où il parcourt 75 yards et permet aux siens de remporter la victoire sur les Jets de New York le 2 novembre 1980. Les Patriots finissent second mais ne sont pas qualifiés.
La saison 1981 est cauchemardesque pour les Patriots qui affichent 2 victoires contre 14 défaites. En 1982, les Patriots obtiennent leur billet pour les play-offs mais ils se font éliminer au premier tour par Miami 28-13. 
En 1983, il intercepte trois passes de Joe Ferguson le 23 octobre 1983 dans un match contre les Dolphins de Miami mais les Patriots ne se qualifient pas pour les derniers matchs. La saison 1984 voit le même résultat pour les Patriots avec une seconde place et une élimination ; lors de cette saison, James plaque Frank Middleton pour un safety et une victoire des Patriots 50-17 sur les Colts d'Indianapolis.
La saison 1985 voit les Patriots prendre une troisième place mais ils se qualifient pour les play-offs. Ils battent les Jets dans la wild card 26-14, les Raiders de Los Angeles au premier tour 24-17 et remportent la finale de conférence AFC contre les Dolphins de Miami 31-14. Les Patriots participent au Super Bowl XX contre les Bears de Chicago mais essuient une défaite 46-10 au Louisiana Superdome.
La saison 1986 voit les Patriots finir premiers de la poule et donc se qualifier pour les play-offs mais ils perdent face aux Broncos de Denver au premier tour 22-17. Les coéquipiers de James prennent la seconde place en 1987 mais ne se qualifient pas et James ne connaîtra plus les joies des play-offs. Sa dernière saison se termine tristement, il joue son plus petit nombre de matchs dans sa carrière sur une saison (6 matchs) et les Patriots perdent 15 des 16 matchs et une victoire contre les Colts d'Indianapolis lors du second match de la saison régulière.

## Statistiques
Roland James aura joué pendant sa carrière, 145 matchs de saison régulière ainsi que cinq matchs de play-offs. Il totalise 29 interceptions et 42 punt returns.
Il aura sacké cinq quaterback dans sa carrière: Richard Todd, Jim McMahon, David Woodley, Dave Krieg et Steve Dills.

## Vie privée
Le fils de James, Roman James a joué au même poste que son père. Il a fait ses études à l'Université Baylor et a joué pour les Baylor Bears.